# Kszenyija Vlagyimirovna Makejeva
Kszenyija Vlagyimirovna Makejeva cirill betűkkel: Ксения Владимировна Макеева (Ufa, 1990. szeptember 19. –) világbajnok orosz kézilabdázó, a Rosztov-Don játékosa.

## Pályafutása

### Klubcsapatokban
Ufában született. A sportág alapjait a Volgográdi Kézilabda Akadémián sajátította el. Első csapata a Dinamo Volgograd volt, amelyben 2006 és 2014 között nyolc évig kézilabdázott. Ez idő alatt hat alkalommal nyert a csapattal orosz bajnoki címet és a 2007–08-as szezonban az EHF-kupában is első helyen végzett a klubbal. A 2014-2015-ös szezont megelőzően a román bajnokságban szereplő HCM Baia Mare csapatához írt alá. Mindössze egy szezont töltött a klubnál, 2015-től a Rosztov-Don beállója. 2019-ben Bajnokok Ligája döntős volt a csapattal, amellyel két orosz bajnoki címet szerzett.

### A válogatottban
2008-ban az ifjúsági világbajnokságon az aranyérmes csapat tagja. Két évvel később, a junior-világbajnokságon ezüstérmet szerzett a korosztályos válogatottal és beválasztották az All-Star-csapatba. Az orosz válogatottban 2009-ben mutatkozott be, abban az évben tagja volt a világbajnoki címet szerző csapatnak. 2018-ban Európa-bajnoki ezüstérmet szerzett.

## Sikerei, díjai
- Román bajnokság:
  - 2. hely: 2014–15
- Román Kupa:
  - Győztes: 2015
- Román Szuperkupa:
  - Győztes: 2014
- Orosz bajnokság:
  - Bajnok: 2009, 2010, 2011, 2012, 2013, 2014, 2017, 2018
- EHF-kupa:
  - Győztes: 2007–08
  - Elődöntős: 2008–09
- Kupagyőztesek Európa-kupája:
  - Elődöntős: 2011–12